# Rozvodna Přeštice
Rozvodna Přeštice patří k nejvýznamnějším rozvodnám české energetické přenosové soustavy. Nachází se severovýchodně od města Přeštice v okrese Plzeň-jih. Je jednou ze tří uzlových rozvoden napájejících Plzeňský a Karlovarský kraj. Provozuje se v napěťových hladinách 400, 220 a 110 kV.

## Význam
Rozvodna Přeštice patří mezi tři nejvýznamnější rozvodny západních Čech (vedle rozvoden Chrást a Vítkov). Výkon z přenosové soustavy 400 a 220 kV (ve správě ČEPS, a.s.) je z rozvodny Přeštice distribuován do desítek transformoven 110/22 kV (ve správě ČEZ Distribuce, a.s.), ale i do německé rozvodny v Etzenrichtu. Rozvodna napájí velkou část Západočeského kraje –  Horažďovicko, Sušicko, téměř celou oblast Šumavy, Klatovsko, Domažlicko, Holýšovsko až po Bělou nad Radbuzou a přes rozvodny Černice (potažmo Plzeň Jih) a Novou Hospodu i významnou část města Plzeň.

## Základní údaje
Byla vybudována v roce 1963. Jednalo se o první rozvodnu napěťové hladiny 220/110 kV postavenou na území dnešního Plzeňského kraje. Její označení je PRE (1963, Plzeň-Jih).

### Napěťové hladiny
Tato rozvodna je v přenosové soustavě připojena do napěťové hladiny 400 kV a 220 kV. Přes napěťovou hladinu 220 kV je pomocí jednoduchého vedení spojena s rozvodnou Milín (do roku 2020 byla také pomocí dvojitého vedení 220 kV spojena s rozvodnou Vítkov). Jednoduchými vedeními 400 kV jsou pak propojeny rozvodny Kočín, Chrást a německá rozvodna Etzenricht, dvojitým pak rozvodna Vítkov (od roku 2020).

### Transformátory
Transformaci na napěťovou hladinu 110 kV pro distribuční soustavu VVN zajišťují dva transformátory. Pro transformaci 220/110 kV transformátor s označením T201 o výkonu 200 MVA, pro transformaci 400/110 kV transformátor označený jako T401 o výkonu 350 MVA. Rozvodna je rovněž vybavena kompenzační tlumivkou na hladině 400 kV.

### Vedení
Do rozvodny jsou zaústěna následující vedení:

#### Vedení 400 kV – ZVN – zvláště vysoké napětí
- Jednoduché vedení V442 Přeštice – Etzenricht; je přeshraniční, vede do Německa
- Dvojité vedení V431/V432 Přeštice – Chrást/Kočín
- Dvojité vedení V490/V491 Přeštice – Vítkov (V491 je dočasně provozováno na 220 kV)

#### Vedení 220 kV – VVN – velmi vysoké napětí
- Jednoduché vedení V216 Přeštice – Milín

##### Bývalá vedení 220 kV
- Dvojité vedení V221/V222 Přeštice – Vítkov (přestavěno na 400 kV v letech 2019 - 2020)

#### Vedení 110 kV – VVN – velmi vysoké napětí
- Jednoduché vedení V1264 Přeštice – Nepomuk
- Jednoduché vedení V1233 Přeštice – Chlumčany
- Dvojité vedení V1258/V1259 Přeštice – Klatovy
- Dvojité vedení V1269/V1270 Přeštice – Domažlice
- Dvojité vedení V1271/V1272 Přeštice – Holýšov/Vranov, Stříbro
- Dvojité vedení V1238/V1235 Přeštice – Nezvěstice/Rokycany
- Dvojité vedení V1256/V1201 Přeštice – Černice/Nová Hospoda

## Přestavba rozvodny – části 400 a 110 kV – v období 2012–2016
V letech 2012–2016 prošla rozvodna – konkrétně její části 400 a 110 kV – zásadní rekonstrukci. Kromě jiného byla rozšířena o jeden nový modul. Byl zde přebudován původní systém podélně dělených dvou hlavních a pomocné přípojnice na systém tří hlavních přípojnic podélně dělených. Tím vznikly identické poloviny, které jsou i samostatně napájené. To je pozitivní nejen pro stabilní provoz rozvodny, ale dají se též provádět údržbové práce v prostředí bez napětí a není tak nutné omezovat odběratele v dodávce proudu.
Vlastní realizaci předcházela rozsáhlá předprojektová a projektová příprava, která trvala rok a půl. Stavba byla zahájena v květnu roku 2012 a práce měly skončit v roce 2017. Díky příznivým klimatickým podmínkám a koordinaci všech činností se rekonstrukci podařilo dokončit koncem roku 2016. Po 65 letech provozu rozvodny byl ukončen systém ovládání člověkem. Od začátku roku 2017 ovládání funguje bez nepřetržité fyzické obsluhy a chod je řízen dálkově. Rozvodna je nově napojena na řídicí systém, resp. na centrální dispečink nacházející se v Kladně. Ze stávající rozvodny, která zde stála od roku 1963, se stalo zcela nové energetické zařízení, které výrazně zvýšilo spolehlivost rozvodné sítě v západních Čechách.

## Přestavba vedení 220 kV V221/V222 Přeštice – Vítkov
V roce 2019 proběhla přestavba vedení 220 kV na napěťovou hladinou 400 kV. Týkala se vedení V221/V222, které vedlo z rozvodny Přeštice do rozvodny Vítkov (budoucí V490/V491).

## Plánovaný rozvoj
V následujících letech bude docházet k postupnému útlumu napěťové hladiny 220 kV. Proto jsou v rozvodně v plánu potřebné úpravy. Půjde o ukončení provozu transformátoru T201 (220/110 kV) a instalaci transformátoru T402 (400/110 kV) o výkonu 350 MVA. Ze strany přenosové soustavy bude rozvodna sloužit pouze pro napěťovou hladinu 400 kV. Tato úprava je plánována přibližně na rok 2040. Pro dřívější období, rok 2025, je plánována výměna stávajícího transformátoru T401 za nový s obdobnými parametry.
Dle desetiletého plánu rozvoje přenosové soustavy ČR společnosti ČEPS, a.s., z 11/2018 pro rozmezí let 2019 až 2028 jsou předpokládány následující stavební činnosti:
- Vedení 400 kV V490/V491 Přeštice – Vítkov, výstavba nového dvojitého vedení, délka 87 km, termín výstavby 2019–2021; stav: bylo vydáno rozhodnutí o umístění stavby, které nabylo právní moci; (pozn.: 2019 – již ve výstavbě).
- Vedení 400 kV V431/V831 Chrást – Přeštice, zdvojení stávajícího vedení, délka 33 km, termín výstavby 2024–2025.
- Vedení 400 kV V432/V429 Přeštice – Kočín, výstavba nového dvojitého vedení (vč. rozšíření a rekonstrukce rozvodny 420 kV Kočín), délka 117 km, termín výstavby 2026–2028.